# Landshuter Hofmusiktage
Die Landshuter Hofmusiktage – Europäisches Festival Alter Musik sind ein seit 1982 im zweijährigen Abstand stattfindendes Musikfestival für Alte Musik im niederbayerischen Landshut. Sie verbinden historische Aufführungspraxis mit Konzerten in historischen Räumen der Stadt Landshut. Veranstalter der Hofmusiktage ist der gleichnamige Verein.

## Geschichte

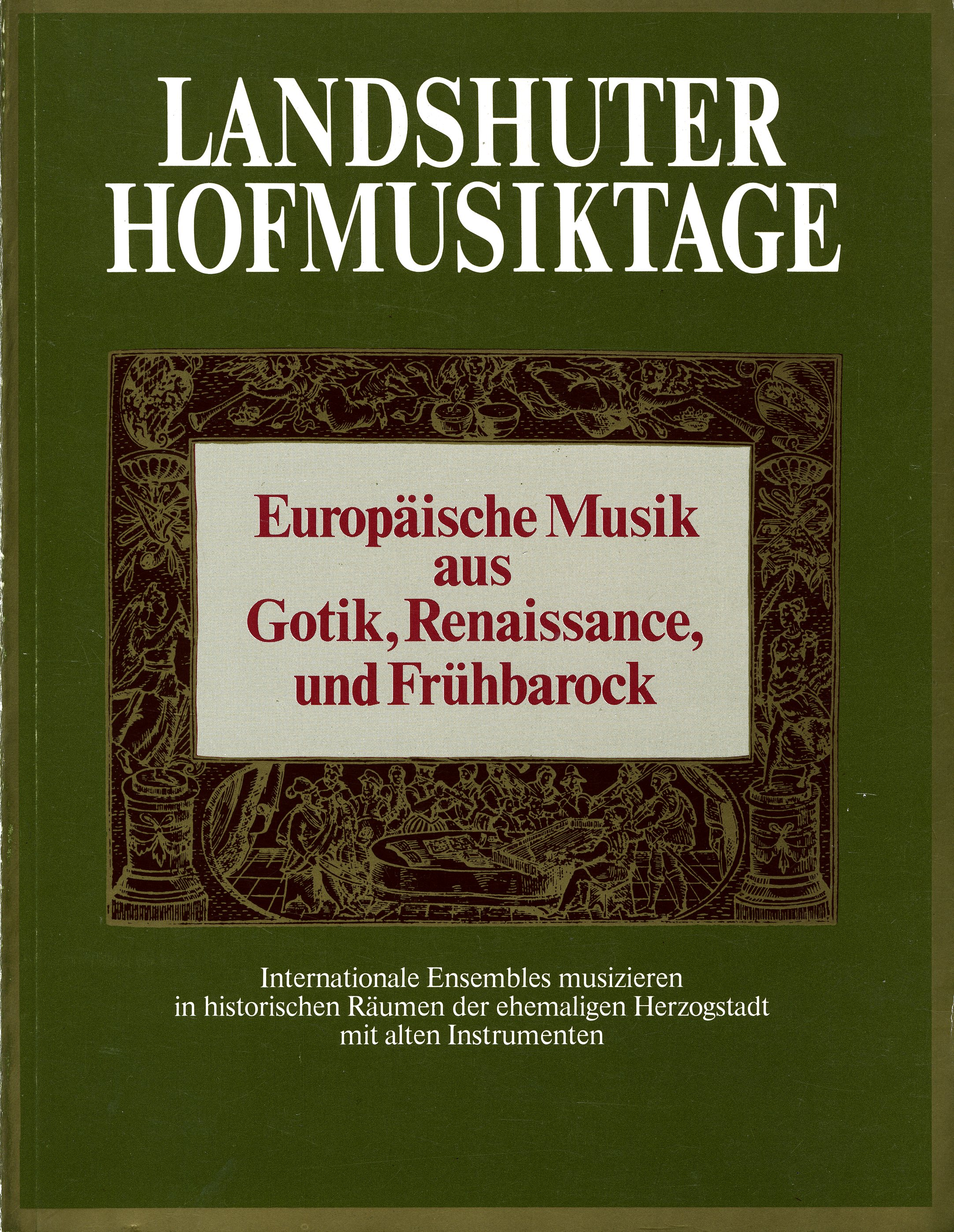
Titelbild des Almanachs der Landshuter Hofmusiktage 1982.

Die Landshuter Hofmusiktage wurden 1982 von der Stadt Landshut, dem BMW-Kulturprogramm und dem Verkehrsverein Landshut mit dem Ziel gegründet, alte Musik aus Mittelalter, Renaissance und Barock in den Räumen aus ihrer Entstehungszeit in der gut erhaltenen historischen Architektur der Stadt Landshut aufzuführen. Programmatische Schwerpunkte sind die Musik von Orlando di Lasso, der häufig in Landshut weilte und von dessen Verbindungen zur Stadt der Briefwechsel zwischen ihm und Wilhelm V. zeugt, und die Commedia dell’Arte, die in den Fresken der sogenannten Narrentreppe auf der Burg Trausnitz im 16. Jh. erstmals nördlich der Alpen dargestellt wird.
Die Landshuter Hofmusiktage entwickelten sich zu einem führenden europäischen Festival Alter Musik in Europa. Viele maßgebende Solisten und Ensembles der Alten Musik traten hier auf, wie z. B. Clemencic Consort, Musica Antiqua, Hespérion XX mit Jordi Savall, London Baroque, The King’s Singers, Estampie, Sarband, Hilliard Ensemble, Lautten Compagney, Il Giardino Armonico, Andrew Manze, Emma Kirkby, I Fagiolini, Concerto Köln, Dominique Visse, L'Arpeggiata, Dorothee Oberlinger, Pera Ensemble, Marco Beasly, Singer Pur.
Das Festival holte zahlreiche Commedia dell’Arte Gruppen nach Landshut, u. a. Teatro di Pupi Siciliani dei Fratelli Pasqualino, Athanor Theater (Athanor Akademie), Teatro all'Avogaria Venezia, Pegasustheater, I Buffoni dispettosi.
Die Landshuter Hofmusiktage sind ein überregionales Festival. Zu jeweils einem Drittel kommt das Publikum aus Landshut und seiner Umgebung, aus München und seinem Umkreis und aus Deutschland, Österreich und der Schweiz.
Die Landshuter Hofmusiktage werden vom Verein Landshuter Hofmusiktage e.V. veranstaltet. In den ersten zwei Jahrzehnten waren die Stadt Landshut, das BMW Kulturprogramm und der Verkehrsverein Landshut Mitveranstalter. Ab den 2010er-Jahren zog sich BMW als Mitveranstalter zurück und beendete 2018 sein Sponsoring.
Das Festival wird jeweils von einem Künstlerischen und organisatorischen Leiter durchgeführt. Der Verkehrsverein Landshut stellte das Organisationsteam. 2020 mussten die 20. Landshuter Hofmusiktage aufgrund der Corona-Pandemie auf 2022 verschoben werden. Ab 2024 findet das Festival in einer neuen Konzeption statt.

### Leitungsgremium
1. Vorsitzender Verein Landshuter Hofmusiktage e.V.:
- 1982–2023: Josef Deimer (Oberbürgermeister, ab 2005 Altoberbürgermeister)
- seit 2023: Michael Bragulla (Fachbereichsleiter Marketing und Tourismus bei der Stadt Landshut)

Künstlerische Leiter:
- 1982–1989: Dr. Winfried Fischer (Leiter des BMW-Kulturprogramms)
- 1990–2023: Franzpeter Messmer (Autor und Musikwissenschaftler)
- seit 2023: Bernhard Hirtreiter (Sänger und Musikpädagoge)

Organisatorische Leiter:
- 1982–1990: Kuno Weber
- 1991–2020: Kurt A. Weinzierl
- seit 2020: Michael Bragulla

## Konzeption

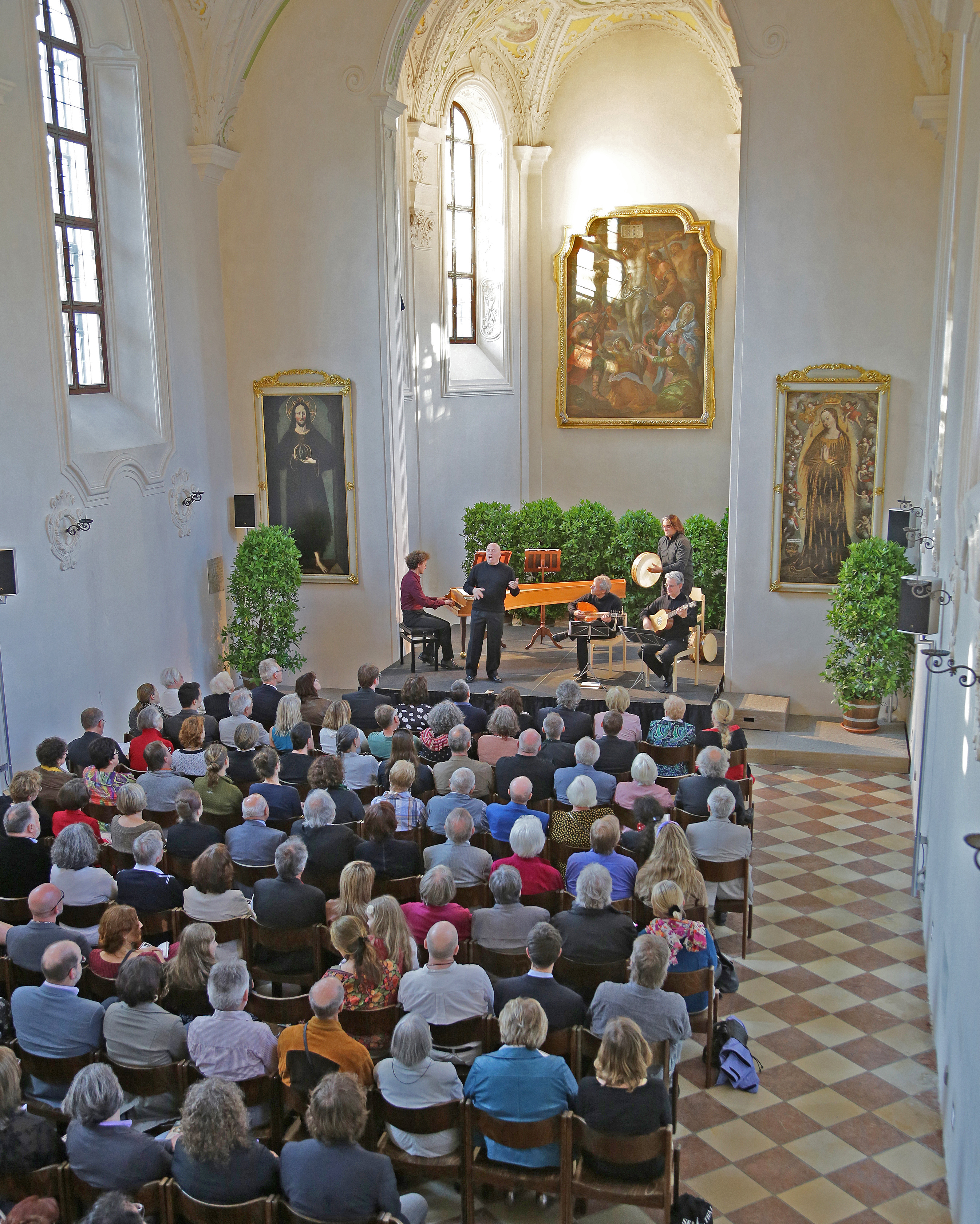
Konzertsaal Heiligkreuzkirche, Konzert von Marco Beasley mit dem Ensemble Accordone, 2014.

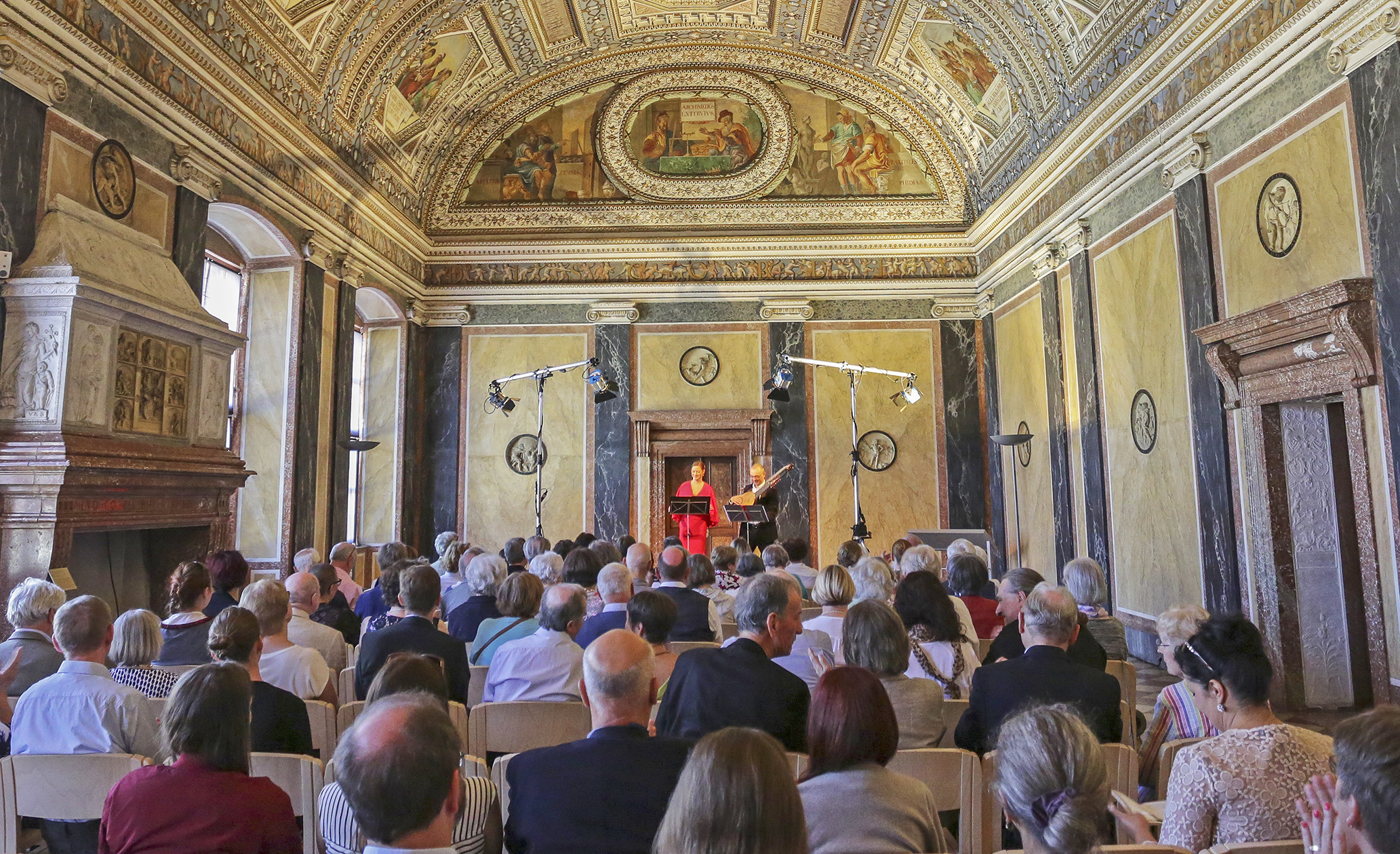
Italienischer Saal der Residenz: Konzert mit Ina Siedlaczek und Axel Wolf, 2018.

### Historische Aufführungspraxis
Die Landshuter Hofmusiktage haben einen offenen Ansatz bei der Auswahl von Ensembles: Es traten sowohl Musiker auf, die auf historischen Instrumenten spielten als auch Ensembles auf konventionellen Instrumenten mit historisch informierter Aufführungspraxis wie z. B. der Trompeter Ludwig Güttler mit seinen verschiedenen Formationen. Ab 1990 musste Musik aus Mittelalter, Renaissance und Barock in der Regel immer auf historischen Instrumenten gespielt werden. Im Format Alte Musik plus konnten auch konventionelle Instrumente eingesetzt werden. In diesem Format traten Solisten und Ensembles aus der Klassik auf, u. a. Peter Schreier, Ludwig Güttler, Hagen-Quartett, Gidon Kremer, Giora Feidman, Kronos Quartett, Brigitte Fassbaender und Salut Salon. Das Festival spiegelte mit diesem liberalen Ansatz das Musikleben, in dem zunehmend historisch informative Aufführungspraxis auch von konventionellen Orchestern eingesetzt wurde.

### Konzertsäle
- Rathaus Landshut – Rathausprunksaal
- Konzertsaal Heiligkreuzkirche
- Burg Trausnitz: Weißer Saal und Innenhof
- Stadtresidenz: Italienischer Saal – Innenhof
- Dominikanerkirche
- St. Ignazius – Jesuitenkirche
- Kloster Seligenthal – Aula und Kirche

### Wiederausgrabungen
Durch den Landshuter Dirigenten und Alte-Musik-Pionier Hans Walch und seine Hofkapelle wurden bei den Landshuter Hofmusiktagen Kompositionen des 16. Jhs., vor allem aus dem Umkreis der Landshuter Hofkapelle wieder ausgegraben und erstmals während des Festivals aufgeführt. Dazu zählen die folgenden Werke:
- Orlando di Lasso: Missa ad imitationem moduli Puis que j'ai perdu
- Ivo de Vento: Missa Je ne veulx rien
- Giammateo Asola: Missa Regina coeli zu 8 Stimmen
- Antoine Brumel: Missa de Dringhs zu 4 Stimmen
- Bartolomeo lo Roi: Missa
- Manchincourt: Misa Ego flos campi zu 4 Stimmen

### Alte Musik im Kontext von Kulturgeschichte
Jede Festivalausgabe hat ein Leitthema. Anfangs war es die soziale Funktion in der Gesellschaft (kirchlich, weltlich, höfisch), ab 1990 Themen aus der Kulturgeschichte. Ab 2002 wurden Musikstädte und -länder in Europa porträtiert, ab 2014 wurden Themen gewählt, welche die aktuelle Diskussion aufnahmen wie z. B. 2022 die Rolle der Frau in der Musik. Ziel der Leitthemen war, alte Musik im Kontext der Geschichte erklingen und ihre Aktualität für die Gegenwart deutlich werden zu lassen. Im Rahmenprogramm des Festivals wurden Bezüge zu Kunst, Literatur und Kulturgeschichte aufgezeigt.

| Jahr | Thema                                                   | Jahr | Thema                                |
| ---- | ------------------------------------------------------- | ---- | ------------------------------------ |
| 1982 | Europäische Musik aus Gotik, Renaissance und Frühbarock | 1984 | Europäische Tanzmusik                |
| 1986 | Geistliche und festliche Musik                          | 1988 | Höfische Musik                       |
| 1990 | Liebe, Lust und Leidenschaft                            | 1992 | Musik & Reisen                       |
| 1994 | Zeitsprünge: Lasso – Monteverdi                         | 1996 | Brücken zwischen Orient und Okzident |
| 1998 | Der Traum vom Süden – Wilhelm V. in Landshut            | 2000 | Musikalische Gärten                  |
| 2002 | Venezia                                                 | 2004 | Europa in Landshut                   |
| 2006 | Espaňa                                                  | 2008 | La France                            |
| 2010 | Napoli                                                  | 2012 | Nederland                            |
| 2014 | Amore                                                   | 2016 | Gerusalemme liberata                 |
| 2018 | Freude und Frohsinn                                     | 2022 | Frau Musica                          |

### Aktualität von Alter Musik für Neue Musik
Ab 1990 wurden Brücken zwischen Alter und Neue Musik geschlagen. Das Festival vergab Kompositionsaufträge an Wilfried Hiller, Peter Kiesewetter, Carlos H. Veerhoff und Georg Haider, die zum jeweiligen Thema Werke schufen, bzw. neue Musik für alte Instrumente komponierten. Ab 2010 zeigte das Festival die Bedeutung Alter Musik für Rock, Gothic und Folk. Es lud die Bands Qntal, Faun, Corvus Corax, Orphaned Land und Schandmaul ein.

### Neue Konzertformen

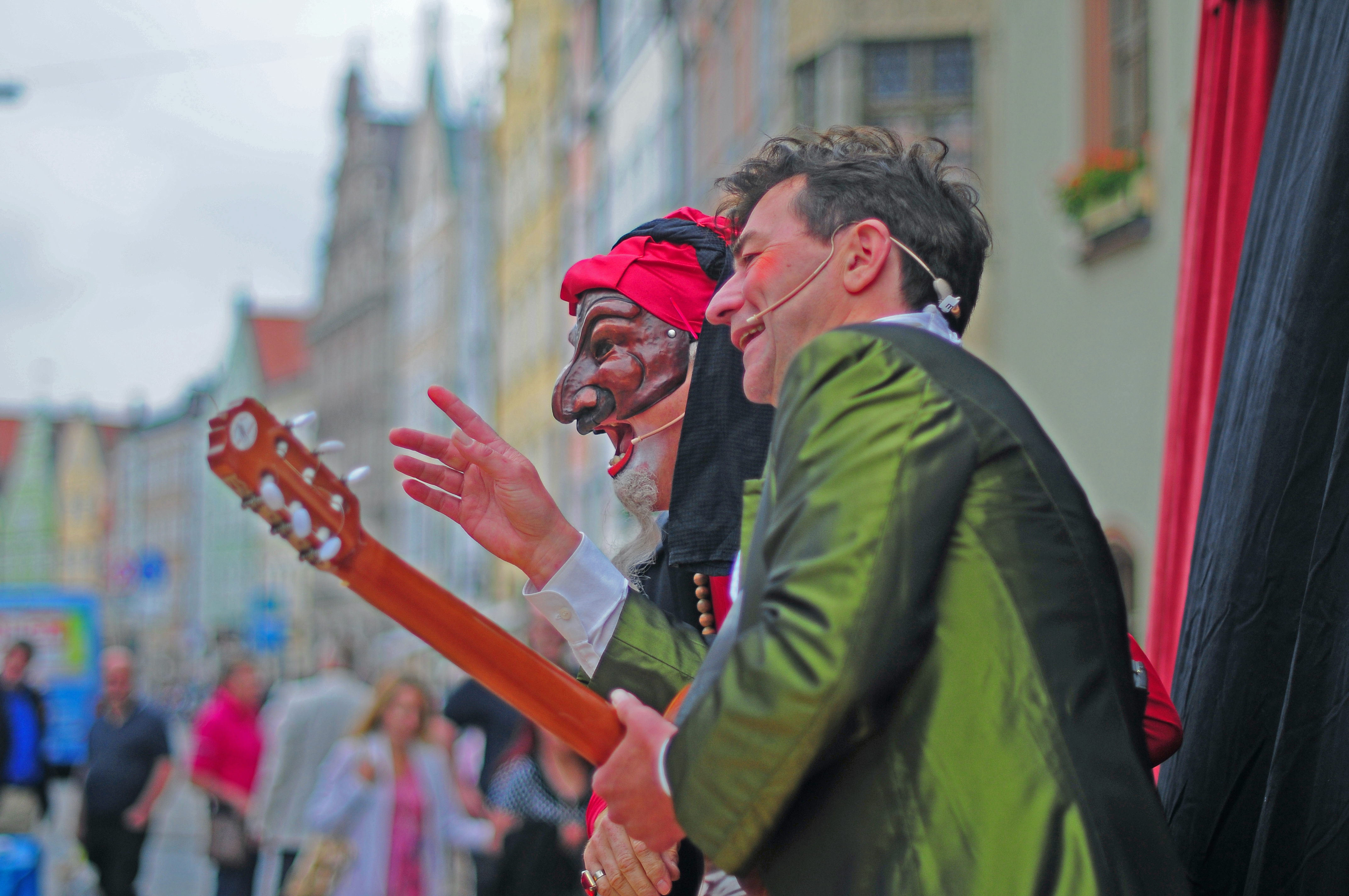
Straßentheater und -musik bei den Landshuter Hofmusiktagen 2014, das Pegasustheater spielt Commedia dell'Arte.

Die Landshuter Hofmusiktage suchten nach neuen und anderen Konzertformen abseits des Konzerts, wie es sich im 19. und 20. Jh. herausgebildet hatte, wie z. B. Gesprächskonzerte, Musiknächte, Wandelkonzerte, Prozessionskonzerte, Konzerte mit Weinprobe, Straßenmusik. Ein jahrelang großer Erfolg waren die historischen Festbankette auf der Burg Trausnitz. Nach historischen Quellen wurde hierbei ein Festessen der Renaissance mit Musik, Tanz, Commedia dell’Arte und mit einer nach historischen Rezepten gekochten Speisenfolgte wiedererweckt. Wegen ihrer neuartigen Programmgestaltung wurden die Landshuter Hofmusiktage 1996 von Bundespräsident Roman Herzog als eines der innovativsten Festivals gewürdigt.

### Musikvermittlung
Ein großes Gewicht legte das Festival auf die Vermittlung: Viele Jahre lang wurden Konzerteinführungen angeboten. Stars der Landshuter Hofmusiktage kamen in die Schulen und stellten ihre Musik und Musikinstrumente vor. Im Jugendkunstwettbewerb wurden Arbeiten zum jeweiligen Thema des Festivals prämiert. Vorträge in der vhs Landshut vertieften einzelne Aspekte zur jeweiligen Festivalausgabe.

## Ausstellungen
Zu fast allen Festivalausgaben veranstalteten die Landshuter Hofmusiktage Ausstellungen, die das Thema des Festivals visuell erlebbar machten. Besonders erfolgreich waren kulturhistorische Ausstellungen. Andere Ausstellungen zeigten Alte Instrumente, Handschriften und Erstdrucke. Fotoausstellungen ermöglichten es den Festivalbesuchern sich auf die verschiedenen Musikländer und -städte einzustimmen. Zeitgenössische Künstler wurden eingeladen, Arbeiten zum Thema des Festivals zeigen.
| Jahr | Thema | Kurator                     |
| ---- | --- | --------------------------- |
| 1984 | Musikinstrumente des 15.–17. Jhs. | Winfried Fischer            |
| 1986 | Orgelpositive, alte Notenhandschriften, Commedia-dell'Arte-Masken | Winfried Fischer            |
| 1990 | Liebe, Lust und Leidenschaft in der Kunst des Mittelalters, der Renaissance, des Barock und der Neuzeit | Elisabeth Woska             |
| 1992 | Musik und Reisen | Franzpeter und Ruth Messmer |
| 1994 | Zeitsprünge – Ausstellung des Berufsverbandes Bildender Künstler Niederbayern-Oberpfalz |                             |
| 1996 | Reisen in den Orient. Dokumentation über die Reisen von Europäern in den Orient während der Kreuzzüge, der Pilger, Händler und Diplomaten in der frühen Neuzeit und der Abenteurer, Orientalisten in der Aufklärung und Romantik. Ausstellung von Musikinstrumenten orientalischen Ursprungs und von Handelsgütern aus dem Orient und Okzident | Vladimir Ivanoff            |
| 1998 | Gold, Geld und Kunst. Wilhelm V. in Landshut | Horst Stierhof              |
| 1998 | Andrea Vizzini – Alchimie | Kurt A. Weinzierl           |
| 2002 | Zwischen Traum und Wirklichkeit – Die Venedig-Bilder von Bortolo Sacchi | Kurt A. Weinzierl           |
| 2002 | Gegienbaukunst aus Cremona – historische Nachbauten von Violinen Amatis, Stradivaris und Guarneris | Franzpeter Messmer          |
| 2006 | Landshut und Spanien: Kontakte im 20. Jh.: Spanische Keramik der Gegenwart, Hubertus Hierl: Picasso beim Stierkampf, Willi Geiger: Stierkampfbilder | Franz Niehoff               |
| 2008 | La France: Fotoausstellung Achim Bednorz | Franzpeter Messmer          |
| 2010 | Zeugnisse alten Stegreiftheaters: Commedia-dell'Arte-Masken aus der Sammlung Antonio Fava | Antonio Fava                |
| 2012 | „Com nu met sang“ – Niederländische Druckgraphik des 16. und 17. Jahrhunderts aus der Sammlung Ton Koopman, Amsterdam, und der Graphischen Sammlung München | Thea Vignau-Wilberg         |
| 2012 | Sigrid Hofer – Ölgemälde zur Musik von Oliver Messiaen | Franzpeter Messmer          |
| 2014 | Amore – Kunstausstellung | Kunstverein Landshut e.V.   |
| 2016 | Friede sei in Deinen Mauern | Jürgen W. Schaefer          |
| 2018 | Laurence Sartin: Grotesken und Karikaturen | Kurt A. Weinzierl           |

## Workshops, Vorträge, Seminare
| Jahr | Thema                                                                                             | Dozenten |
| ---- | ------------------------------------------------------------------------------------------------- | --- |
| 1986 | Historischer Tanz                                                                                 | Elisa Butz |
| 1990 | Historischer Tanz                                                                                 | Manfred Schnelle |
| 1992 | Historische Tänze                                                                                 | Elisa Butz |
| 1994 | Zeitsprung um 1600 – Seminar                                                                      | Prof. Dr. Rudolf Bockholdt, Prof. Dr. Rudolf Kuhn, Prof. Dr. Winfried Schulze                                              |
| 2006 | Landshut und Spanien                                                                              | Dr. Franz Niehoff |
| 2008 | Moralische Unterhaltung auf der Dorfgasse. Überlegungen zur „Narrentreppe“ auf der Burg Trausnitz | Dr. Horst Stierhof |
| 2012 | Workshops Alte Musik                                                                              | Sigi Hausen (Estampie), Michael Popp, Hilliard Ensemble, Cas Gevers, Bob van Asperen, Ronald Brautigam, Franzpeter Messmer |
| 2014 | Workshops Alte Musik                                                                              | Sigi Hausen, Michael Popp, Rüdiger Lotter, Sebastian Hess                                                                  |
| 2016 | Workshops Alte Musik                                                                              | Sigi Hausen, Michael Popp, Cas Gevers                                                                                      |
| 2018 | Workshops Alte Musik                                                                              | Sigi Hausen und Michael Popp                                                                                               |

## Publikationen
Zu den ersten vier Landshuter Hofmusiktagen erschienen bibliophil gestaltete Almanache mit dem Programm und Aufsätzen von Musikwissenschaftlern und Musikern. Ab 1990 bis 2018 erschienen die Almanache in einem kleineren Format mit zahlreichen Informationen zum Programm, den Solisten und Ensembles. Außerdem erschienen Kataloge zu einzelnen Ausstellungen:
- Franzpeter Messmer (Hrsg.): Commedia dell’Arte Masken aus der Werkstatt und Sammlung von Antonio Fava, Katalog zur Ausstellung der Landshuter Hofmusiktage 2010, Landshut 2010., ISBN 978-3-86858-381-6.
- Thea Vignau-Wilberg: Com nu met sang – Niederländische Druckgraphik des 16. Und 17. Jahrhunderts aus der Sammlung Ton Koopman, Amsterdam, und der Staatlichen Graphischen Sammlung München, Landshut 2012.
- Sigrid Hofer: Ein Kirchenfenster und Vögel – Ölbilder und Pastelle zur Musik von Oliver Messiaen, Katalog der Kunstausstellung der Landshuter Hofmusiktage, Landshut 2012
- Kunstverein Landshut e.V.: Amore, Katalog der Kunstausstellung in Kooperation mit den Landshuter Hofmusiktagen, Landshut 2014.

## Belege
1. ↑  Franzpeter Messmer: Italienische Lieblichkeit, in: Georg Spitzlberger, u. a.: Weltberühmt und vornehm..., Landshut 1204-2004, Landshut 2004, S. 234–246.
2. ↑  Eberhard Iro: Fliegende Finger: Die Blockflötistin Dorothee Oberlinger mit Dmitry Sinkofsky, in: Landshuter Zeitung, 12. Mai 2018.
3. ↑  Uta Sailer: Interview mit Mehmet Yesilcay, in: BR Klassik, 29. April 2016, https://www.br-klassik.de/audio/gespraech-mit-mehmet-yesilcay-100.html, abgerufen am 1. Februar 2024.
4. ↑  Eberhard Iro: Ein großer Erzähler: Marco Beasley, in: Landshuter Zeitung, 7. Mai 2018.
5. ↑  Eberhard Iro: Frisch und verträumt: das preisgekrönte Vokalensemble Singer Pur, in: Landshuter Zeitung, 13. Mai 2022.
6. ↑  Rita Neumaier: Landshuter Hofmusiktage mit neuem Profil, in: Landshuter Zeitung, 21. Dezember 2022: https://www.idowa.de/regionen/landshut/landshut/landshuter-hofmusiktage-mit-neuem-profil-572183.html, abgerufen am 1. Februar 2024.
7. ↑  Eberhard Iro: Träumen, trösten, tanzen - Giora Feidman und die Gitanes Blondes bescherten den Landshuter Hofmusiktagen einen fulminanten Abschluss, in: Landshuter Zeitung, 3. Mai 2016.
8. ↑  Eberhard Iro: Liebe, kunstvoll beleuchtet: Salut Salon, in: Landshuter Zeitung, 7. Mai 2018.
9. ↑  Roland Biswurm: Wenn Frau Musica aufspielt - Musik von und über Frauen bei den Landshuter Hofmusiktagen, Bayern 2, kulturLeben, 05.05.2022, https://www.br.de/radio/bayern2/programmkalender/sendung-3397424.html, abgerufen am 1. Februar 2024.
10. ↑  Katrin Filler: "Alte Musik ist sehr weit und offen" - Der Künstlerische Leiter Dr. Franzpeter Messmer über die Landshuter Hofmusiktage, das Zeitgemäße der Alten Musik und Anreize für ein junges Publikum, in: Landshuter Zeitung, 5. Mai 2022, S. 38.
11. ↑  Sebastian Geiger: Metal für die Verständigung - Die israelische Band "Orphaned Land" bei den Landshuter Hofmusiktagen, in: Landshuter Zeitung, 2. Mai 2016.
12. ↑  Sebastian Geiger: Ein wahres Kontrastprogramm: "Schandmaul" vereinen in der Alten Kaserne Mittelalter und Rock, in: Landshuter Zeitung, 14. Mai 2018.
13. ↑  Andrea Königl: Blüten der Renaissance - Druckgraphik aus dem 16. und 17. Jahrhundert in der Landshuter Stadtresidenz, in: Landshuter Zeitung, 27.06.2012.